# NGC 4031
NGC 4031 est une galaxie spirale située dans la constellation de la Grande Ourse. NGC 4031 a été découverte par l'astronome prussien Heinrich d'Arrest en 1864.

## Caractéristiques
Sa vitesse par rapport au fond diffus cosmologique est de 8 180 ± 20 km/s, ce qui correspond à une distance de Hubble de 120,6 ± 8,5 Mpc (∼393 millions d'al).
La classe de luminosité de NGC 4031 est II-III et elle présente une large raie HI. Elle renferme également des régions d'hydrogène ionisé. Selon la base de données Simbad, NGC 4031 renferme des régions d'hydrogène ionisé.